# 吉見町町内巡回バス

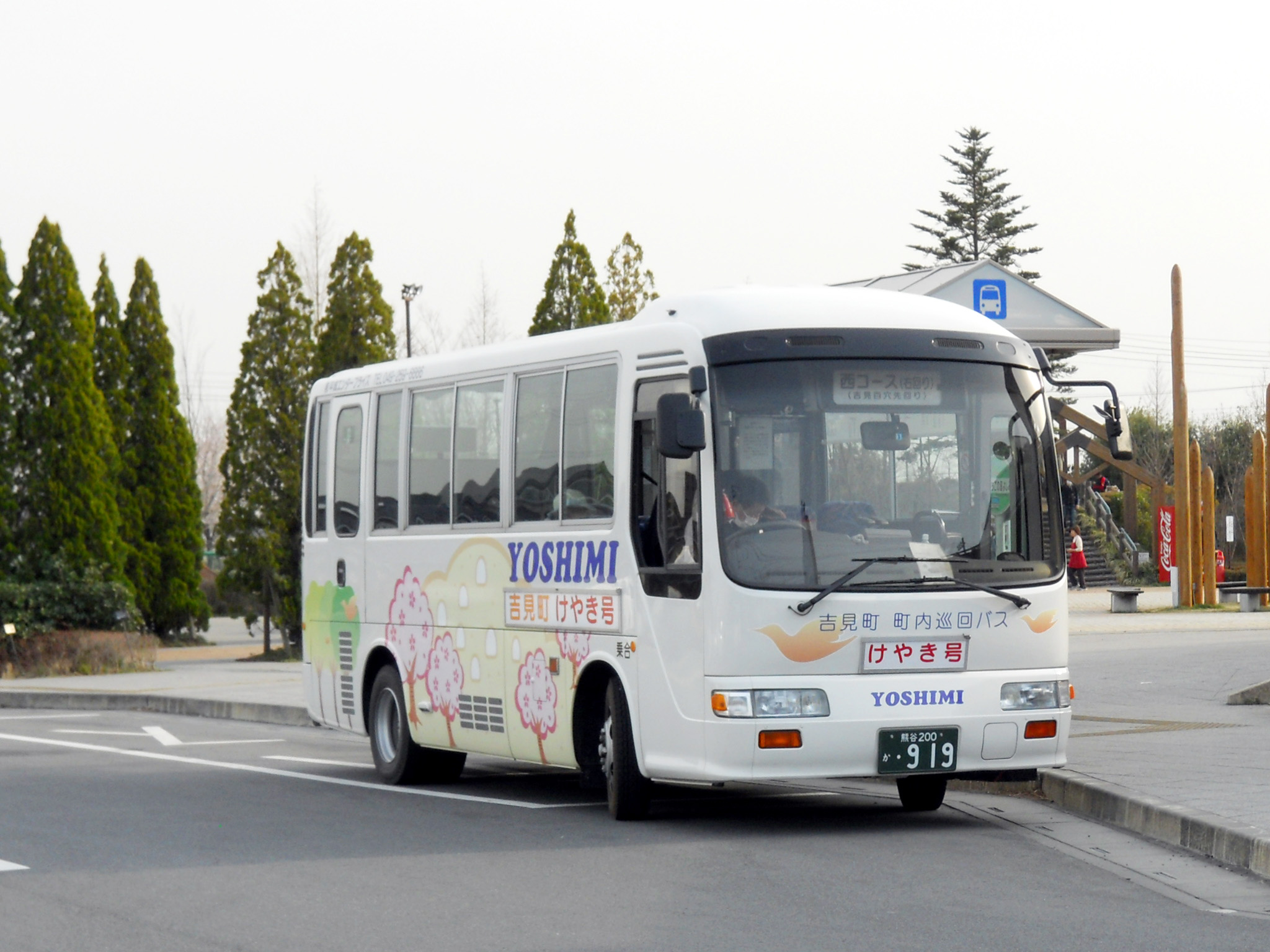
吉見町巡回バス専用車両
日野・リエッセ ステップリフトバス
道の駅いちごの里 よしみにて

吉見町町内巡回バス（よしみまちちょうないじゅんかいバス）は、埼玉県比企郡吉見町がかつて運行していたコミュニティバスである。記事名には運行開始当初の名称「吉見町町内巡回バス」を用いたが、運行開始後に町外への路線も開設され、吉見町公式サイトや書籍などでも「吉見町巡回バス」と表記されたため、以下「吉見町巡回バス」と記載する。
2002年（平成14年）12月運行開始。2019年に廃止され、廃止後はデマンド型交通（デマンドバス）へ移行した。
「ひばり号」「けやき号」の愛称があり、町内巡回コース・町外アクセスコース各3路線の全6路線が設定され、全路線が平成エンタープライズに運行委託されていた。

## 概要
他の市町村のコミュニティバスと異なり「循環バス」ではなく「巡回バス」と表記していた。運行開始当初は町内のみ運行で、町民を対象とした福祉目的の利用を主とする性格が強かったためである。
吉見町内には鉄道駅がなく、公共交通機関は民間の路線バスに限られており、以前からバス路線の拡充が求められていた。
以前は東武鉄道直営時代の東武バスによって、東松山駅から北向地蔵、向山（現在の吉見町日向山団地が該当する）を経由し鴻巣駅へ向かう路線や、吉見町北部の中曽根地区と東松山を結ぶ東松山駅〜上中曽根線、さらには東松山駅から吉見町の南部地域である大串地区を経由して大宮駅へ至る路線が運行されていた時代もあったが、これらの3路線はいずれもすでに廃止されていた。
2008年（平成20年）時点で町内を走る民間事業者のバス路線は、川越観光自動車が運行する東松山駅〜鴻巣免許センター線と、東武バスウエストが運行する川越駅〜鴻巣免許センター線、川越駅〜新荒子線のみとなっていた。そのため、一般路線バスが廃止された地域はもとより、元から公共交通機関に恵まれなかった地域など、交通空白地帯における公共交通路線の確保が課題になっていた。
吉見町内でのコミュニティバス構想は、30年近く前から続けられたものの、様々な事情から実現しなかった。しかし吉見町は一時期、埼玉県内で2番目の人口増加率を記録した時代があるほどベッドタウンとして成長したにもかかわらず、民間バス事業者によるバス路線は限られていたことから、移動手段はもっぱら自家用車か自転車などに頼らざるを得ない状況であった。
こうしたことから、幾度となく町民の間からもコミュニティバスの運行を求める声が相次ぎ、2001年（平成13年）頃から計画に着手し、2002年（平成14年）12月に運行を開始した。運行開始当時は実験段階ということもあり、町内のみ運行で運賃無料であった。バスの経路は、従来から運行していた老人福祉センター「荒川荘」送迎バスのルートをもとに、吉見町中央公民館を発着するルートで開始した。
運行開始時から廃止まで、埼玉県入間郡三芳町に本社を置く平成エンタープライズに運行委託されていた。
2006年（平成18年）4月よりコースが再編され、利用者の公平負担の観点から運賃が有料化された。同時に町内のみを巡回するコースに加え、町外へ運行するルートも設定された。
2018年（平成30年）12月末をもって日中便の運行を終了、翌2019年（平成31年）3月末をもって朝夕便の運行を終了し、廃止となった。廃止後はコース・ダイヤを事前に定めないエリア型のデマンド型交通へ移行した。

## 歴史

### 運行開始までの経緯
概要でも触れたとおり、モータリゼーションの影響を受け、1978年の東松山駅〜大宮駅線廃止（末期は1日3本、上尾市平方で分断されていた路線）と、1991年の東松山駅〜上中曽根間廃止（末期は平日4本、休日5本）により、町内のバス路線は折り返し系統を除き実質3路線となった。これは他の市町村同様に家庭でのマイカー所有増加による影響が大きい。しかし住民の間からは通学や高齢者の足としてのバス路線拡充を求める声が多かった。これは、交通空白地帯が多かったこと、またベッドタウンとして住宅地が多数存在していること、路線バスのある地域が偏ったところも大きかった。しかし、幾度となくコミュニティバス構想が持ち上がるものの頓挫していた。これには既存事業者との調整や運行形態などの問題点があり、特に吉見町は東西南北に広いため、運行にあたっては公平性の観点からも非常に難しい問題があった。
2001年頃からコミュニティバス構想が再浮上し、吉見町役場内でもプロジェクトチームが作られた。しかし公共交通機関への理解はおろか、公共交通機関の利用回数や利用機会の限られる関係者にとって構想を練ることが非常に難しく、どのような車両を使ったらよいか分からない状況でもあった。一時期はワゴンタイプの車両を使うことも検討された。また運行開始前には住民連絡会議も設置された。
ところが、その住民連絡会議の中で示されたのは、原則として町内のみの運行とするということであった。これは以前から運行されていた、江和井地区にある老人福祉施設「荒川荘」への送迎バスルートを生かす部分も大きかったが、吉見町商工会から「町内の利益が町外に逃げてはならない」とする意向があったため、当初は完全に町内のみの運行のみを計画していた。福祉上の観点から、隣接する東松山市にある東松山市民病院へのアクセスは決定したものの、当初は東松山市から市民病院への直接乗り入れ許可は下りなかった。

### 運行開始から再編・有料化まで
2002年12月1日の運行開始に先駆けて発表された路線は、その後の路線と異なり、町内を一周するルートが設定された。当時は一周約120分のルートが組まれたが、これはもともと荒川荘送迎バスのルートを生かしたものであった。荒川荘送迎バスは曜日限定ながら、吉見町内をくまなく網羅していたことが路線ルートの設定で高く評価された。ただしその後の運行起点と異なり、当初は吉見町中央公民館前が完全な始発着点となっていた。巡回バス運行開始に伴い、荒川荘送迎バスは廃止となったが、それまで曜日限定の運行だったものが巡回バスの運行によりほぼ毎日運行となった。このような経緯から、2006年の再編までは、荒川荘の休業日である月曜日が運休日となっていた。
東松山市民病院への直接乗り入れは当初認められず、2006年の再編までの間、川越観光バスが使用するマイタウン線の市民病院前バス停を利用していた。これはすでに東松山市が市内循環バスを運行し直接市民病院へ乗り入れていたことが大きく、当時の巡回バス住民連絡会議では、東松山市との調整が必要なため直接乗り入れができないと説明があった。その後、東松山市民病院への直接乗り入れは2006年の再編で実現した。
運行開始から2006年の再編までは、実験的な観点から運賃無料で運行されていた。また当時は運賃収受を行わなかったため福祉目的性が強く、町民以外の乗客の利用に問題が生じることもあったが、運行開始後は、巡回バスの運行とは直接関係ない川越観光自動車の東松山駅バス停路線図掲示に、吉見町巡回バスの接続バス停が表記されていた。
2004年（平成16年）から2006年の再編までの間、中曽根集会所から延伸し、当時の大里郡大里町（現在の熊谷市）にある長島記念館への乗り入れを行った。これは、長島記念館で大里町営バス（現在の熊谷市営バス）に乗り継ぐことができるようにというものであったが、利用者が少ないこともあり、2006年の再編で廃止されている。
町外へのルートは限られたものであっても利用者数は順調に伸びた。2006年に町民のニーズに応えるため路線再編された。この際、民間事業者による既存路線等への配慮や調整の観点から、吹上駅、森林公園駅、北里メディカル病院へのアクセスとし、町外路線の選定を行った。この町外路線の運行開始にあわせ、利用者の公平な負担という観点から有料化に踏み切った。また同時に、路線及び一部停留所の新設・改変・廃止も行っている。この再編に際しては10日間ほど運休して準備を行った。
先述の通り、2018年12月末をもって町内コースを、2019年3月末を持って町外コースを廃止とし、デマンド型交通へ転換された。

## 運行内容

### 運賃
- 全線大人100円、子供50円。現金での前払い・前乗り前降り。
- PASMO・SuicaなどICカード乗車券、バス共通カードなどの利用はできなかった。
- 車内で1日乗車券を200円で販売。購入当日に限り巡回バス全路線フリーパスになった。
- 吉見町発行の「吉見町公共施設等共通利用券」による利用も可能であった。

### 運行日
- 月曜日〜金曜日・日曜日・祝祭日
- 運休日は毎週土曜日と年末年始（12月29日〜1月3日）。日曜・祝祭日も平日と同じ時刻で運行。

## 路線
町外への路線が開通したことを受け、町内路線と町外路線両方を組み合わせて走るダイヤグラムが設定された。いずれのコースも、すべて「道の駅いちごの里 よしみ」（以下「道の駅」と記す）を起点となるように設定されていた。

### 北西コース・吹上駅線
市内北地区およびJR高崎線吹上駅を結ぶ路線。吹上駅線は、比企郡吉見町 - 熊谷市（旧大里郡大里町地域）- 鴻巣市（旧北足立郡吹上町地域）の2市1町をまたぐ。
1991年7月の東武バス上中曽根線廃止後、11年ぶりのバス路線復活となった。利用者数についても当初より増加傾向にあることが議会で報告された。吹上駅線の吉見町役場 - 中曽根集会所は、かつて東武バスで運行されていた上中曽根線と同一経路で設置バス停もほぼ同じ位置である。中曽根集会所 - 吹上駅間はノンストップ運行。
- 車両はひばり号が担当。
  - 町内路線 北西コース：道の駅 - 吉見町役場 - フレサよしみ - 八丁湖 - 本沢集会所 - 田甲集会所 - 中曽根集会所 - 北郵便局 - フレサよしみ - 吉見町役場 - 道の駅
  - 町外路線 吹上駅線：道の駅 - 吉見町役場 - 吉見中学校 - 上砂 - 中曽根集会所 - 吹上駅 - 中曽根集会所 - 上砂 - 吉見中学校 - 吉見町役場 - 道の駅

### 西コース・森林公園駅線
市内西地区および東武東上線森林公園駅を結ぶ路線。すべて東松山市民病院を経由する。西コースは右回りと左回りがある。途中の長谷（ながやつ）にある工業団地はもとより、近隣の住宅団地への数少ないアクセスでもある。
西コースの路線が通る地域のうち、現在の日向山団地を経由するようになったのは2006年の再編後からであるが、この地域には概要でも述べたとおり、1960年頃まではバス路線が一部経由する地域でもあった。従って40年ぶりにバス路線が復活した地域でもある。
森林公園駅・東松山市民病院へ向かう途中、吉見町側最後の停留所である長谷から東松山市民病院及び森林公園駅までの間は、停留所が存在しないノンストップ運行となっているが、これは他の自治体や既存民間交通事業者への配慮上でもある。道の駅 - 森林公園駅線は、比企郡吉見町 - 東松山市 - 比企郡滑川町を経由し1市2町をまたぐ。
- 車両は、森林公園駅系統はひばり号とけやき号の混在、西コース左回りはひばり号、西コース右回りはけやき号が担当。
  - 町内路線 西コース：道の駅 - 吉見町役場 - フレサよしみ - 八丁湖 - 吉見観音 - 長谷 - 東松山市民病院 - 長谷 - 西部ふれあいセンター - 西農協 - 吉見百穴 - 流川 - 森田病院前 - 吉見町役場 - 道の駅
  - 町外路線 森林公園駅線：道の駅 - 吉見町役場 - 西農協前 - 西部ふれあいセンター - 長谷 - 東松山市民病院 - 森林公園駅 - 東松山市民病院 - 長谷 - 西部ふれあいセンタ - 御所団地南 - 吉見中学校 - 吉見町役場 - 道の駅

### 東南コース・北本駅線
市内東・南地区およびJR高崎線北本駅を結ぶ路線。江綱 - 大串 - 東郵便局間は、1978年に廃止された東武バスの、東松山駅 - 江綱 - 小見野 - 平方 - 大宮駅線の経路とほぼ同じである。江綱停留所は当時のバスベイがそのまま活用されている。
東南コースの始発便に限り、江和井から北本駅を経由して高尾新田に向かうルートが設定されている。
北本駅線は、かつては北本市の北里メディカル病院まで乗り入れていたが、北本駅への乗り入れ開始に伴って2010年3月いっぱいで廃止された。
- 車両はけやき号が担当。
  - 町内路線 東南コース：道の駅 - 吉見郵便局 - 江綱 - 大串 - 東郵便局 - 飯島新田南 - 荒川荘 - 江和井南 - 高尾新田 - 東公民館 - 大和田 - 東第一小学校 - 北下砂 - フレサよしみ - 吉見町役場 - 道の駅
  - 町外路線 北本駅線：道の駅 - 吉見郵便局 - 江綱 - 前河内集会所西 - 大串 - 東郵便局 - 飯島新田南 - 江和井南 - 北本市高尾さくら公園 - 北本市総合福祉センター - 北本駅 - 北本市総合福祉センター - 北本市高尾さくら公園 - 江和井南 - 飯島新田南 - 大串 - 前河内集会所西 - 江綱 - 吉見郵便局 - 道の駅

## 車両運用
ひばり号
町外吹上駅 → 町外森林公園駅 → 北西コース → 西コース左回り → 北西コース → 町外森林公園駅 → 町外吹上駅 → 北西コース → 西コース左回り → 北西コース → 西コース左回り → 町外吹上駅 →町外森林公園駅 → 町外吹上駅
けやき号
町外森林公園駅 → 町外北本駅 → 東南コース北本駅経由 → 西コース右回り → 東南コース → 東南コース → 町外北本駅 → 西コース右回り → 東南コース → 東南コース荒川荘始発飯田新田集会所行き → 西コース右回り → 町外北本駅 → 西コース右回り → 町外北本駅 → 町外森林公園駅

## 車両

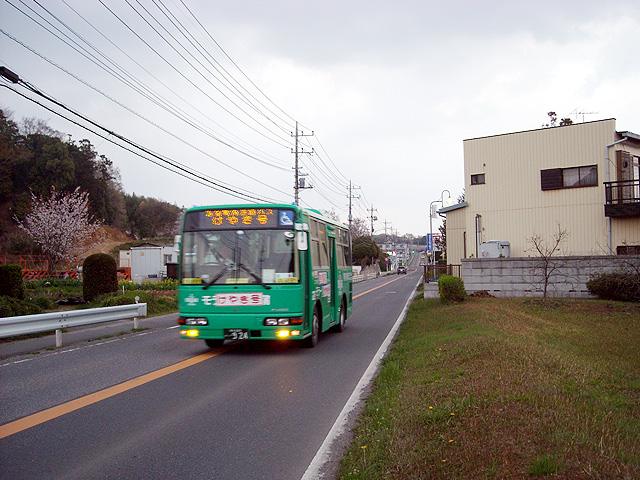
吉見町巡回バスに用いられる代車例
三菱ふそう・エアロミディMJ

車両には「ひばり号」「けやき号」の愛称が付けられていた。
- 日野・リエッセ（ステップリフトバス）

専用カラーの車両。「吉見町 町内巡回バス」の文字と「YOSHIMI」ロゴ、イラストが描かれている。2002年の運行開始時に2台導入された車両で、中扉はグライドスライドドアで車椅子用ステップリフトを装備する。中扉は原則として車椅子利用客のみの使用で、混雑時のみ車椅子利用客以外も中扉から降りることができた。
- 日野・リエッセII（トヨタ・コースターOEM車）[1]

平成エンタープライズカラーの車両。車椅子リフト付き。「吉見町巡回バス」と「ひばり号」「けやき号」のマグネットステッカーを付けて使用された。
点検などで専用車両が使用できない場合、運行委託先の平成エンタープライズからトヨタ・コースター、日産・シビリアン、三菱ふそう・エアロミディMJ（7mワンステップ車）、いずれも車椅子リフト付車両が代車として使用された。代車での運行に際しては「ひばり号」「けやき号」などのマグネットを車体に取り付けて運行するほか、LED式行先表示器取付車両の場合は「吉見町内巡回バス　けやき号」などの表示がされた。また代車での運行では保安上ツーマン運行となることがあった。
運行開始当初は無料運行であったため、バス車両のナンバーは特殊改造車扱い（車椅子リフト車）の緑8ナンバーであったが、2006年の運賃有料化により緑2ナンバーに変更された。

## デマンド型交通
町内巡回バス廃止後はデマンド型交通（デマンドバス）に転換し、第五次吉見町総合振興計画の一環として実施する。町民のみの利用となるほか、町外での利用は指定された場所のみ特定の条件下で可能となり、鉄道駅へは乗り入れない。
- 日中デマンド
2019年1月4日より、日中便（町内コースと13時前後の町外コース）から切り替える形で導入した。
運行日・時間帯：月曜日-土曜日（休日除く）の9時-17時
利用可能場所
  - 町内：停車に支障ない公道上ならどこでも可能
  - 町外バス停：
    - マイタウン入口（川越観光自動車 HM-01〜03系統マイタウン循環線 東松山駅方面に接続）
    - 長島記念館（熊谷市コミュニティバスゆうゆうバスひまわり号 熊谷駅方面に接続）

  - 町外指定場所：東松山市（月水金のみ利用可能）
    - 東松山市民病院
    - シャローム病院
    - 大谷整形外科病院
    - ベルク 砂田店
    - ヤオコー 東松山新宿店

  - 町外指定場所：鴻巣市・北本市（火木土のみ利用可能）
    - 北里大学メディカルセンター
    - ヤオコー 鴻巣逆川店
    - ベルク 鴻巣宮前店
    - ヤオコー 北本店

- 朝夕デマンド
2019年4月より、朝夕便（朝夕の町外コース）から切り替える形で導入した。通学などでの自宅と鉄道駅・一般路線バスとの乗り継ぎ利用を想定し、路線バスのダイヤに合わせて運行する。
運行日・時間帯：月曜日-土曜日（休日除く）の6時-8時および18時-21時
通学定期券が用意される
利用可能場所
  - 下記指定バス停と利用者の自宅前公道上
    - 武蔵丘短期大学前（川越観光自動車 HM-11〜13系統東松山駅-鴻巣駅西口・鴻巣免許センター線）
    - いちごの里よしみ（川越観光自動車 HM-11〜13）
    - 古名（川越観光自動車 HM-11〜13／東武バスウエスト 川越03系統川越駅-鴻巣駅西口・鴻巣免許センター線）
    - マイタウン入口